# Курдюмов, Юрий Владимирович
Юрий Влади́мирович Курдю́мов (23 апреля 1859 года — 2 октября 1936 года) — русский музыковед, критик.

## Карьера
В 1884 г. поступил в Петербургскую консерваторию по классу теории композиции. Закончил её по одним данным в 1887 г., по другим в 1888 г. С 1892 г. начал преподавать музыкально-теоретические дисциплины в музыкальных школах Петербурга (школы Минтовта-Чижа и Даннемана-Кривошеина). С 1879 г. сотрудничал с газетами и журналами (Виленский вестник, Петербургский листок, Московские ведомости, Баян, новости) по музыкальным вопросам. В 1919—1922 гг. Курдюмов жил в Симбирске. В 1922 г. переехал в Москву, где прожил оставшуюся часть жизни. Похоронен в колумбарии Донского кладбища в Москве.

## Достижения
- Автор брошюр: Классификация гармонических соединений (1896), Очерк развития сольного пения (1912), Образчики музыкальных форм в «Руслане и Людмиле» М. И. Глинки. К 75-летию оперы (1919).
- Автор статей: О национальных особенностях русской музыки (1913), Материалы для русского музыкально-энциклопедического словаря (1913), Тематический очерк симфонии c-dur Балакирева, Пятинотные каноны на белых клавишах (1904); автор ряда библиографических статей.
- Написал: смычковый квартет, оперу «Фингалова невеста», мелкие пьесы для пения и фортепиано.